# Клейст-Шменцин, Эвальд фон
Эвальд Альберт Фридрих Карл Леопольд Арнольд фон Клейст-Шменцин (нем. Ewald Albert Friedrich Karl Leopold Arnold von Kleist-Schmenzin; 22 марта 1890, Дубберов, Померания, Прусское королевство, Германская империя — 9 апреля 1945, Плётцензее, Берлин, Германия) — немецкий юрист, консервативный политик, противник нацизма и участник заговора 20 июля. 9 апреля 1945 года был казнён на гильотине.

## Биография
Эвальд фон Клейст-Шменцин был сыном королевского прусского ротмистра Германа фон Клейста (1849–1913) и его жены Елизаветы (1863–1945). Он родился в 1890 году в померанском Дубберове (ныне Доброво, Польша). 
Изучал юриспруденцию в Лейпциге и Грайфсвальде, некоторое время провёл на гражданской службе, участвовал в Первой мировой войне в качестве офицера. После войны Клейст-Шменцин вёл жизнь помещика в семейных владениях. Будучи консерватором и монархистом, он выступал против Веймарской республики, поддерживал национал-консервативную Немецкую национальную народную партию (Deutschnationale Volkspartei). С приверженностью Клейст-Шменцина христианским идеалам связано его членство в ордене Святого Иоанна (Бранденбургский бейливик): в 1922 году он стал Почётным Рыцарем, в 1935 году был повышен до Рыцаря Справедливости. 
Клейст-Шменцин был активным противником нацизма, после прихода Гитлера к власти в 1933 году его дважды ненадолго арестовывали. В 1938 году совершил поездку в Соединённое Королевство в качестве тайного эмиссара адмирала Вильгельма Канариса и генерал-полковника Людвига Бека, чтобы проинформировать британское правительство об оппозиции Гитлеру внутри Германии. Он использовал свои связи с Уинстоном Черчиллем и Робертом Ванситартом, чтобы попытаться сменить британскую политику умиротворения на политику, основанную  на применении силы. Он считал, что только в том случае, если британцы будут готовы применить силу для поддержки Чехословакии, оппозиция в Германии получит необходимую ей поддержку среди германского верховного командования для выступления против Гитлера. Черчилль согласился, что смена руководства в Германии была бы хорошей идеей, и даже направил Гитлеру резкое письмо, но поскольку Черчилль ещё не был премьер-министром, это не оказало никакого воздействия. Попытки Клейста-Шменцина заставить британцев изменить свою политику провалились, как и ряд других более поздних миссий, отправленных противниками нацистов.   
Клейст-Шменцин по-прежнему поддерживал идею свержения Гитлера. В связи с этим в 1942 и 1943 годах он встречался с Карлом Фридрихом Герделером, консерватором и участником антигитлеровского сопротивления, который тоже выступал за государственный переворот. Клейст-Шменцин проник в ближайшее окружение заговорщиков. В январе 1944 года он убедил своего сына Эвальда-Генриха совершить убийство Гитлера, пожертвовав своей жизнью: он должен был взорвать себя и Гитлера двумя ручными гранатами, спрятанными под новой униформой, которая должна была демонстрироваться Гитлеру (по другим данным, взрывчатка должна была быть спрятана в его портфеле). Однако встреча Клейст-Шменцина-младшего с Гитлером не состоялась. Клейст-Шменцин поддержал план Клауса фон Штауффенберга убить Гитлера с помощью портфельной бомбы, которую граф должен был отвезти в Волчье логово в Восточной Пруссии. Готовясь к перевороту, Штауффенберг назначил Клейста-Шменцина политическим представителем в военном округе Штеттин.
Взрыв бомбы Штауффенберга не убил Гитлера. На следующий день после покушения Клейст-Шменцин был арестован, 23 февраля 1945 года он предстал перед  нацистским «Народным судом» (Volksgerichtshof), где был приговорён к смертной казни за участие в заговоре. Казнён на гильотине в тюрьме Плётцензее в Берлине 9 апреля 1945, за месяц до капитуляции Германии.